# Itamati
Itamati es una ciudad censal situada en el distrito de Nayagarh en el estado de Odisha (India). Su población es de 10317 habitantes (2011). Se encuentra a 79 km de Bhubaneswar y a 94 km de Cuttack. 

## Demografía
Según el censo de 2011 la población de Itamati era de 10317 habitantes, de los cuales 5396 eran hombres y 4921 eran mujeres. Itamati tiene una tasa media de alfabetización del 85,85%, superior a la media estatal del 72,87%: la alfabetización masculina es del 91,03%, y la alfabetización femenina del 80,21%.